# Heligoland (álbum)
Heligoland é o quinto álbum de estúdio do grupo britânico de trip hop Massive Attack, lançado em 8 de fevereiro de 2010 pela gravadora Virgin. Nomeado em homenagem ao arquipélago alemão de mesmo nome, foi o primeiro álbum do grupo em sete anos, sucessor de 100th Window (2003).

## Antecedentes
O lançamento do álbum foi procedido em 4 de outubro de 2009 por um EP, Splitting the Atom. Durante sua gestação, o álbum era frequentemente referido na mídia como "LP5" (uma referência ao fato de que é o quinto álbum do grupo) ou "Weather Underground" (título provisório criado por Robert Del Naja).
A capa, assim como em cada álbum do grupo desde Protection, é uma colaboração entre Tom Hingston and Del Naja, mas desta vez é baseada em uma pintura de Del Naja. Transport for London, de acordo com sua política de não incentivar o graffiti, insistiu que a foto nos pôsteres divulgados no metrô de Londres fosse alterada para que não se parecesse com "arte urbana", obrigando os artistas a removerem certos efeitos do original.
"Acho que este disco é mais orgânico", disse Del Naja sobre Heligoland. "100th Window era mais uma amalgamação de tudo se juntando e, eventualmente, o processo era tão extremo que não dava para saber se as cordas eram eletrônicas ou naturais. Há muitas partes orgânicas que acabaram soando muito eletrônicas. Tornou-se um mundo de processos diferentes, e nós queríamos fazer algo um pouco diferente, pois já tivemos essa experiência, então queríamos fazer outra coisa".
A faixa "Girl I Love You", uma das várias faixas que têm a participação de Horace Andy, é uma versão drasticamente repaginada de uma música originalmente composta por Andy durante sua carreira solo.

## Lançamento
A versão deluxe de Heligoland disponível digitalmente contém faixas bônus (remixes, "False Flags" e a B-side "United Snakes"). Há também uma versão deluxe em vinil. Heligoland Remixes foi disponibilizado no Facebook do grupo. A versão padrão está disponível em capas de diferentes cores.

## Atlas Air EP
Massive Attack declarou em entrevistas a intenção de lançar um EP pós-Heligoland em maio ou junho de 2010. Esperava-se que o trabalho fosse incluir faixas inéditas não inclusas no trabalho final, como "Invade Me" e "Red Light", ambas com a participação de Martina Topley-Bird.
Posteriormente, o Massive Attack anunciou planos para o lançamento limitado em vinil de 1.000 unidades e lançamento digital de Atlas Air EP em 1 de novembro de 2010. O EP contém uma versão editada da música titular, um remix por Tim Goldsworthy, e um remix de "Redlight", originalmente gravada e composta com Guy Garvey para Heligoland.

## Lista de faixas
Versão padrão
| N.º            | Título               | Compositor(es)                                                | Vocais                          | Duração |  |
| 1.             | "Pray for Rain"      | Robert Del Naja, Grant Marshall, Neil Davidge, Tunde Adebimpe | Adebimpe                        | 6:44    |  |
| 2.             | "Babel"              | Del Naja, Marshall, Davidge, Martina Topley-Bird              | Martina Topley-Bird             | 5:20    |  |
| 3.             | "Splitting the Atom" | Del Naja, Marshall, Davidge, Damon Albarn                     | Del Naja, Marshall, Horace Andy | 5:17    |  |
| 4.             | "Girl I Love You"    | Del Naja, Marshall, Davidge, Andy                             | Andy                            | 5:27    |  |
| 5.             | "Psyche"             | Del Naja, Marshall, Davidge, Topley-Bird                      | Topley-Bird                     | 3:25    |  |
| 6.             | "Flat of the Blade"  | Del Naja, Marshall, Davidge, Albarn, Guy Garvey               | Guy Garvey                      | 5:30    |  |
| 7.             | "Paradise Circus"    | Del Naja, Marshall, Hope Sandoval, Stew Jackson, Dan Brown    | Hope Sandoval                   | 4:58    |  |
| 8.             | "Rush Minute"        | Del Naja, Marshall, Davidge                                   | Del Naja                        | 4:51    |  |
| 9.             | "Saturday Come Slow" | Del Naja, Marshall, Albarn, Jackson, Brown                    | Damon Albarn                    | 3:44    |  |
| 10.            | "Atlas Air"          | Del Naja, Marshall, Davidge, John Baggott                     | Del Naja                        | 7:49    |  |
| Duração total: | Duração total:       | Duração total:                                                | Duração total:                  | 53:05   |  |

Edição japonesa com faixa bônus
| N.º            | Título                                                   | Compositor(es)                          | Duração |  |
| 11.            | "Fatalism" (Ryuichi Sakamoto & Yukihiro Takahashi remix) | Del Naja, Marshall, Davidge, Guy Garvey | 4:54    |  |
| Duração total: | Duração total:                                           | Duração total:                          | 57:59   |  |

## Créditos

### Massive Attack
- Robert Del Naja – vocais, teclados, programação
- Grant Marshall – vocais